# Mauser M1889
Mauser M1889 — магазинная винтовка с продольно-скользящим затвором.
Использует патрон 7,65 × 53 мм Argentino.

## История
Маузер М1889 был спроектирован в Германской империи, но там успеха не снискал. Бельгия заинтересовалась данной винтовкой и, получив на неё лицензию, начала производство в 1889 году на заводе «Fabrique Nationale Herstal». Также маузеры выпускались на германских заводах.
Маузер приняли на вооружение в Бельгии в 1889 году, в Турции в 1890 году и в Аргентине в 1891 году.
Турецкий и аргентинский варианты Маузера М1889 защитного кожуха ствола не имеют, на его месте присутствует деревянная стволовая накладка, Винтовки Маузер образца 1889, 1890 и 1891 года комплектовались отъёмными штык-ножами разных систем.